# Santa Clara (Kalifornie)
Santa Clara (oficiálně the City of Santa Clara) je město v okrese Santa Clara v Kalifornii, které je pojmenované podle španělské misie, která byla založena v roce 1777 a dnes je součástí Santa Clara University. Patronkou města je svatá Klára. Ve městě v roce 2010 žilo 116 468, což ho činilo devátým největším v aglomeraci San Francisco Bay Area.
Nachází se 72 km jihovýchodně od San Francisca v centrální části Silicon Valley. Sídlí zde několik hi-tech společností. Místní univerzita je nejstarší v Kalifornii. Ve městě se nachází stadion Levi's Stadium, kde hraje zápasy Národní fotbalové ligy klub amerického fotbalu San Francisco 49ers a stadion Buck Shaw Stadium, kde hraje zápasy Major League Soccer fotbalový klub San Jose Earthquakes. Město hraničí se San José, Sunnyvale a Cupertinem.

## Společnosti
Ve městě sídlí nebo po nějakou dobu sídlily společnosti Advanced Micro Devices, Agilent Technologies, Applied Materials, California's Great America, Intel, Marvell Technology Group, McAfee, Netscaler, NeoMagic, Nvidia, Sun Microsystems, Palo Alto Networks, Yahoo!, WhatsApp.